# 清く正しく行こう
『清く正しく行こう』 (きよくただしくいこう)は、日本のロックバンドLINDBERGの20枚目のシングル。

## 概要
- 清く正しく行こうは、フジテレビ系「ゴールデンタイム」テーマソング。
- Cute or Beautyは、フジテレビ系「めざましテレビ」記念すべき初代テーマソング。

## 収録曲
（全作詞：渡瀬マキ、作曲：川添智久、編曲：須貝幸生・神長弘一・LINDBERG）
1. 清く正しく行こう (4:33)
2. Cute or Beauty (4:06)
3. 清く正しく行こう (オリジナル・カラオケ) (4:33)
4. Cute or Beauty (オリジナル・カラオケ) (4:02)